# Joe Bataan
Bataán Nitallano (New York, 15 november 1942), beter bekend onder zijn artiestennaam Joe Bataán, is een Amerikaanse latin soul-muzikant.
Hij werd geboren in de New Yorkse wijk Spanish Harlem als zoon van een Filipijnse vader en een Afro-Amerikaanse moeder. In 1967 bracht Bataán bracht zijn debuutsingle Gypsy woman uit. In de begintijd zong hij voornamelijk latin soul-nummers.
Het meest bekend werd hij in 1979 met het rapnummer Rap-o clap-o uitgevoerd samen met een vijftal zangeressen/danseressen. De plaat stond dat jaar in Nederland negen weken in de Top 40 met als hoogste plaats de tweede. Ook in andere landen stond de plaat hoog genoteerd in de hitparade.
Bataán is nog steeds actief als zanger, en is daarnaast ook producent. In 2018 bracht hij een single uit met Spanglish Fly, een van de bands die de latin soul - ook wel boogaloo genoemd - levend houdt.
- Bibliothèque nationale de France: cb139734112 (data)
- Gemeinsame Normdatei: 134840666
- International Standard Name Identifier: 0000 0000 5518 9892
- Library of Congress Control Number: n93113041
- MusicBrainz: de7d54d7-0fce-4fb9-84f0-6fee794335d2
- Nationale Bibliotheek van Polen: a0000002659541
- SNAC: w6g19c0g
- Système universitaire de documentation: 196526167
- Virtual International Authority File: 64199068
- WorldCat: E39PBJp9xHXpm6Rvd7DmwDqxXd